# Армфельдт, Карл Густав
Барон Карл Густав Армфельдт (швед. Carl Gustaf Armfeldt; 9 ноября 1666 — 24 октября 1736) — шведский генерал от инфантерии (1735), командующий шведскими войсками в Финляндии во время Северной войны.

## Биография
Из рода Армфельтов, сын подполковника шведской армии Густава Армфельдта. В 1683 году поступил на службу в Нюландско-Тавастгустский кавалерийский полк в чине капрала.
В 1685 году перешел на службу во французскую армию. Участвовал во многих сражениях голландской войны: под Вилафранком (1690 год), под Ниццой (1691 год), под Валансьеном, достиг чина капитана.
Вернувшись в 1700 году в Швецию, принял деятельное участие в Великой Северной войне. В 1701 году назначен генерал-адъютантом шведской армии в Финляндии, сражался на реке Сестре (1703), с 1707 года — полковник и командир Карельского кавалерийского полка. В 1710 году под началом генерала Г. Любекера руководил в Финляндии обороной Саволакса, в 1711 году получил чин генерал-майора. Храбрый, деятельный, способный, он пользовался любовью солдат и доверием населения.
В 1713 году, после смены Любекера и до прибытия нового командующего — генерала Таубе, Армфельд принял временное командование над шведской армией в Финляндии. Положение её было крайне тяжелое, казна пуста. Солдатам иногда приходилось питаться одним хлебом и водой. Офицеры не получали содержание натурой, иногда не имели даже куска хлеба. Бывали случаи, когда они выпрашивали его у солдат. Армия была ослаблена большим количеством побегов. Часть кавалерийских лошадей пришла в негодность, помощи от правительства не было.
Тем не менее Армфельдт не потерял бодрости и веры в свои войска. Считая, что оборона Тавастгуса не подготовлена в инженерном отношении, он отошел на север и занял выгодную позицию у деревни Пялькане, за речкой Костиа, соединяющей 2 озера: Пелкен-веси и Малас-весси. Здесь 6 октября 1713 года произошел бой с русскими войсками.
Русские войска обошли шведов на наспех сколоченных плотах по озеру, в тумане, при жестокой стуже и вышли к ним в тыл. Шведы оборонялись упорно. Армфельдт лично пытался ввести в бой кавалерию. Под ним было убито 2 лошади, однако большинство эскадронов не последовало за ним и не поддержало пехоту. Финны не выдержали и обратились в бегство.
После неудачи при Пялькана, Армфельдт был вынужден отступить в Эстерботнию. 19 февраля 1714 года он снова попытался оказать русским войскам сопротивление, не желая оставлять им без боя Эстерботнию. Хотя на военном совете большинство высказалось за отступление, Армфельдт, уверенный в выгоде своей позиции решил дать бой, настояв на сражении. Он привел армию к Стуркюро, и здесь, при деревне Напо, приготовился встретить русских. Однако смелым обходом через замерзшие болота русские поставили его в тяжелое положение. Штыковые атаки под личным начальством Армфельдта ни привели ни к чему, шведские войска обратились в бегство.
С 1717 года — генерал-лейтенант и командующий Емтландской армией. В 1718 году направлен на север, в Норвегию, для покорения Тронхейма. Осада закончилась неудачей, после получения сообщения о гибели короля Карла XII шведская армия вынуждена была отступить. На обратном пути, при движении через Тидальфиеде, большая часть его отряда, состоявшая из 7500 человек, погибла от холода и снежных вьюг. Это событие известно в шведской историографии как Марш смерти каролинеров (англ. Carolean Death March).
Весной 1719 года со слабым отрядом он продолжал держаться на севере Финляндии, продвинувшись до Улеаборга. 19 сентября 1719 года назначен губернатором Выборга, но занимал эту должность чисто номинально, так как ещё в 1710 году Выборг был занят русскимии войсками.
Позже за заслуги получил титул барона (1731) и чин генерала от инфантерии (1735).
Его правнук Густав Мориц Армфельт в 1811 году перешёл на российскую службу.